# Etiqueta ecològica de la Unió Europea

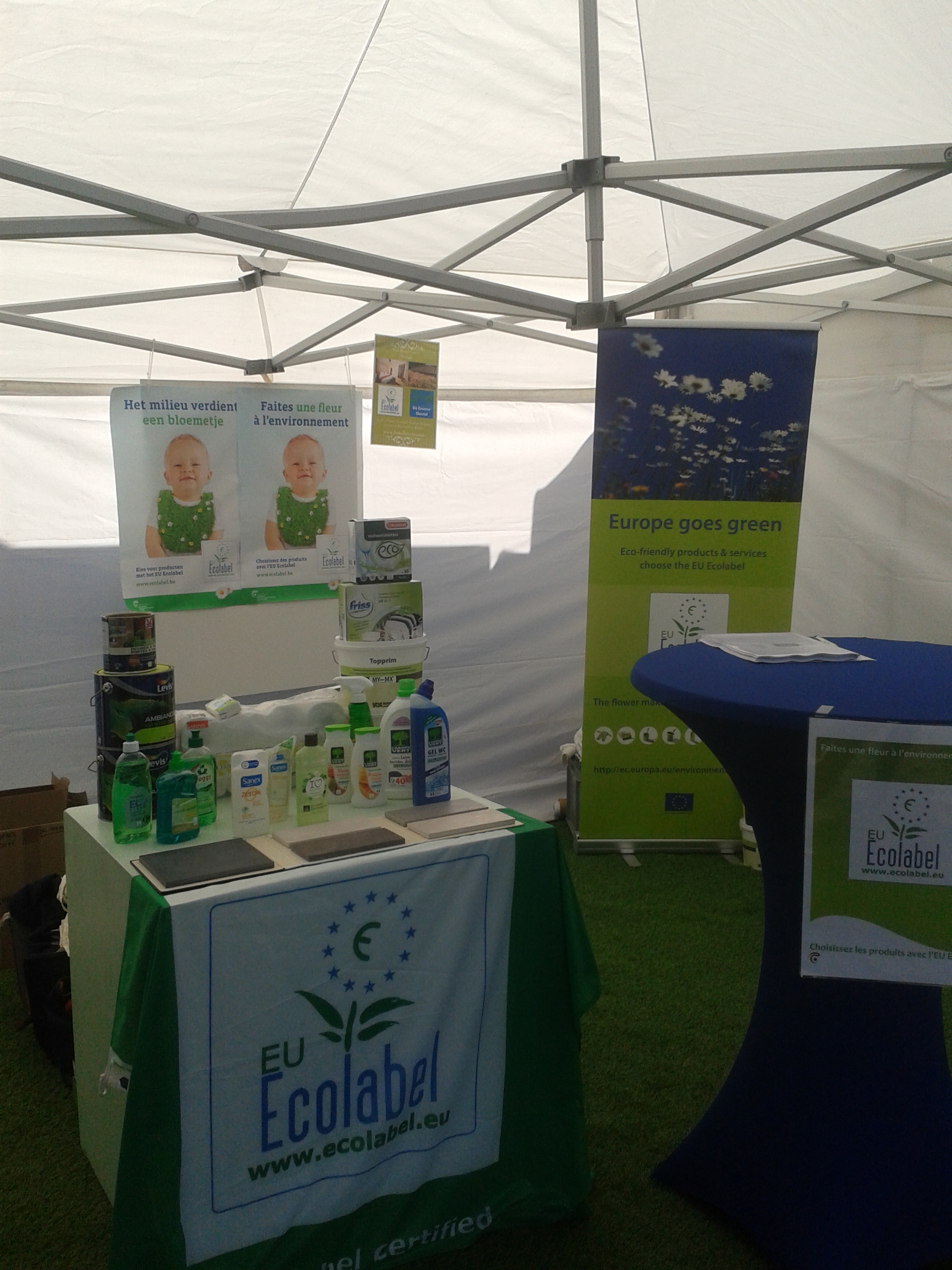
Promoció de l'etiqueta ecològica de la UE a Bèlgica.

L'etiqueta ecològica de la Unió Europea és el sistema d'etiquetatge ecològic voluntari, creat per la Unió Europea l'any 1992, per promoure la comercialització de productes i serveis que siguin més respectuosos amb el medi ambient.
L'objectiu és promoure productes que puguin reducir els efectes ambientales adversos, en comparació amb altres productes de la seva categoria, contribuint així a un ús eficaç dels recursos i a un elevat nivell de protecció del medi ambient. Això s'aconsegueix proporcionant als consumidors orientació i informació exacta, fiable i amb base científica sobre aquests productes.

## Característiques
L'Etiqueta Ecológica de la UE és un sistema fiable, transparent i no discriminatori vàlid a tota la UE i a Noruega, Islàndia i Liechtenstein.
És una etiqueta de tipus I, les quals tenen les característiques generals següents:
- etiquetatge voluntari
- tenen com a objectiu identificar i promoure productes ecològics
- s'estableixen per categories de productes
- es basen en múltiples criteris al llarg de tot el cicle de vida del producte, establerts per un organisme independent que no intervé en el mercat
- es controla per un procés de certificació i auditoria (requerimients específics segons ISO 14024)

L'etiqueta ecològica s'identifica amb un logotip fixat per la Unió Europea i amb unes normes d'ús establertes per normativa, que ha d'incloure el número de registre corresponent al producte etiquetat.

## Procés de sol·licitud
Els fabricants o importadors que en l'àmbit de Catalunya desitgin l'obtenció de les etiquetes ecològiques prèviament establertes, hauran de sol·licitar-les a les dependències de la Direcció General de Qualitat Ambiental del Departament de Territori i Sostenibilitat de la Generalitat de Catalunya; adjuntant els documents, certificats i resultats de controls independents exigits per la normativa vigent. En el cas de la resta de l'estat espanyol, cada comunitat autònoma ha d'assignar la competència a un organisme propi.
Després de l'avaluació de les propietats ecològiques del producte sobre la base dels principis generals establerts i fixats per la Comunitat Europea, l'òrgan competent decideix sobre la concessió de l'etiqueta.
Per l'obtenció de l'etiqueta cal pagar el cànon corresponent fixat per normativa, entre 200 i 1200 euros depenent de la mida de l'empresa. La normativa contempla la reducció del cànon en un 20% pels sol·licitants registrats al Sistema Comunitari de Gestió i Auditoria Medioambientals (EMAS) o amb certificació conforme a la norma ISO 14001.